# جرين ذي الصيفة (السدة)

تعديل مصدري - تعديل

جرين ذي الصيفة محلة تابعة لقرية جيدان، التابعة لعزلة بني العثمانيين بمديرية السدة إحدى مديريات محافظة إب في الجمهورية اليمنية.، بلغ تعداد سكانها 29 حسب تعداد اليمن لعام 2004.